# ラオディカ (小惑星)
ラオディカ (507 Laodica) は、小惑星帯に位置する小惑星である。かなり小規模な小惑星族を代表する小惑星とされる。
レイモンド・スミス・ドゥーガンがハイデルベルクで発見し、ギリシア神話に登場するプリアモスとヘカベーの娘ラーオディケーの名前にちなんで名づけられた。